# Weerterheide
Weerterheide is de naam van een natuurgebied nabij Weert.
Een gebied van 23 ha, dat bestaat uit voormalig heidegebied dat later beplant werd met grove den, terwijl het ook percelen landbouwgrond omvat, is eigendom van de Vereniging Natuurmonumenten.
De Weerterheide sluit aan bij het veel grotere gebied van de Weerter- en Budelerbergen. Een aansluitend deel is in gebruik geweest als militair oefenterrein en ook hier vinden natuurontwikkelingsprojecten plaats. Hier ligt ook de in 2011 in gebruik genomen Martijn Rosier-brug, een baileybrug vernoemd naar een in Afghanistan gesneuvelde militair.